# Arató Emil
Arató Emil, 1946-ig Grünberger Emil (Lugos, 1885. november 17. – Budapest, 1978. április 30.) magyar orvos, sportorvos.

## Életrajza
Szülei divatáruval kereskedtek. Édesapja harminchat éves korában tüdőbajban elhunyt, amikor Arató nyolc éves volt. A négy gimnáziumi év után ki kellett maradnia az iskolából, s édesanyjának segített az üzletük vezetésében. Magánúton végül folytatta iskolai tanulmányait és sikerrel leérettségizett. Már tizenhét évesen belépett a Magyarországi Szociáldemokrata Pártba. 1906-ban tagja lett a Szocialista Diákok Szabadszervezetének. 1907 októberében Budapestre utazott, hogy katonai szolgálatát teljesítse, s miután végzett, visszatért Lugosra, ahol édesanyja üzletében dolgozott. 1909-ben megnősült, s a következő évben feleségével és négy hónapos gyermekével (Ottóval) végleg Budapestre költözött.
1910-ben megválasztották az MSZDP Budapest-ferencvárosi szervezetének alelnökévé és ugyanebben az évben megkezdte tanulmányait a Budapesti Tudományegyetem Orvostudományi karán. Tagja volt a Galilei Körnek. Az első világháború alatt bevonult katonának. 1916-ban Lembergben tartózkodott, s elérte, hogy az ottani orvosi egyetemen folytathassa a Budapesten megszakított tanulmányait. A következő évben megszerezte az abszolutóriumot. A végzettségének köszönhetően tartalékos orvos-főhadnagyként működhetett a front közelében. 1918 nyarán szabadságot kért, hogy néhány napot családja körében tölthessen, majd úgy döntött, hogy nem tér vissza a frontra. Összeköttetései révén elintézte, hogy a Róbert Károly körúti Honvédkórház belgyógyászati osztályán kapjon beosztást. 1918. november 22-én Budapesten ledoktorált s ezzel „de jure” is befejezte orvosi tanulmányait. 1918 novemberében részt vett az első orvosszakszervezet létrehozásában. A szakszervezet elnöke, Hahn Dezső delegálta a Munkaügyi és Népjóléti Népbiztosság reformelőkészítő bizottságába.
A Tanácsköztársaság bukása után fegyelmi bizottság elé került, ahol határoztak arról, hogy semmiféle orvosi állást sem tölthet be állami alkalmazásban. Ezután Óbudán telepedett le, s magánrendelőt nyitott. Jó hírnévnek örvendett a kerületben, mivel honoráriumot csak tehetősebb betegeitől fogadott el. 1922-ben Weisz Samu kommunista nyomdász megkereste őt és – mint szociáldemokratát – beszervezte a Munkás Testedző Egyesületbe (MTE). Ekkortól szoros kapcsolatban állt a KMP-vel, de csak a háborút követően lépett be a pártba. 1922-től az újjászerveződő Alkoholellenes Munkás Szövetség (AMSZ) tagja lett, amelynek elnöke ekkoriban Körössy György volt. Néhány hónappal később elhunyt Körössy, s 1922 decemberében Aratót választották meg elnöknek. Fő célkitűzéseinek a munkások közötti egészségügyi felvilágosító munkát tekintette, illetve szerette volna országos méretűvé növelni az alkohol-ellenes szervezetet. 1924 januárjában megalapította a Munkássport és Egészségügy című lapot, amely a szövetség saját lapja lett. A következő évben a lapot átnevezték Munkáskultúra-ra, mert ekkortól több szervezet is csatlakozott a szerkesztéshez. 1926-ban októberében távozott a laptól egy korábbi párton belüli összetűzés miatt. Arató mellőzése nagy felháborodást váltott ki a szövetség körében. Visszahozása érdekében akciót indítottak, s végül 1927 végétől ismét ő állt az AMSZ, illetve a Munkáskultúra élén. Ekkoriban az MSZDP III. kerületi szervezetének titkáraként is tevékenykedett. Az 1929-es gazdasági válság után az Állástalan Diplomások Országos Bizottságában (ÁDOB) segítette az állástalan orvosok elhelyezkedését. Az AMSZ 1930-ban befejezte működését. 1930. január 23-án megalakult az első Szocialista Orvoscsoport, amelynek vezetőségi tagja lett, de két évvel később feloszlatták. A magánpraxisa lehetővé tette, hogy illegális találkozókat bonyolítsanak le nála. Több alkalommal szervezték rendelőjében Martos Flóra és más illegális kommunisták mozgalmi megbeszéléseit. 1936 őszén megalakult a Szabadság Munkásképző Egylet, amelyben szervező- és propagandamunkát fejtett ki. A csoport végül 1938 tavaszán – a sokoldalú nyomás súlya alatt – beszüntette működését. A vészkorszakot illegálisan, hamis papírokkal vészelte át. A főváros ostromát pincékben töltötte, s ott várta a felszabadulást.
1945-től az KMP aktív tagja lett. Először a XIII. kerületben dolgozott, ahol szemináriumokat vezetett és előadásokat tartott, majd 1945 februárjában visszahívták a III. kerületbe. Ekkor a kommunista párt tagja lett, de nem szakította meg kapcsolatait az MSZDP-vel sem, továbbra is szívesen tartott előadásokat felkérésre. A párt helyi bizottsága delegálta a Nemzeti Bizottságba, és tagja lett a párt választmányának is. Tagja volt az Országos Testnevelési Tanácsnak. 1947-től igazgatta az Országos Sportorvosi Intézetet, ezután 1961-es nyugállományba vonulásáig a Budapesti Testnevelési és Sportegészségügyi Intézetnek volt igazgató főorvosa. Egyik alapítója volt az 1960-ban létrejött Alkoholellenes Bizottságnak. Az 1956-os forradalmat követően részt vett az MSZMP III. Kerületi Bizottságának újjászervezésében.  Jelentős szerepet játszott a munkásturizmus kialakításában. A Gödi Fészek egyik kezdeményezője volt.
1978. április 30-án a Szent Margit Kórházban hunyt el.
Az Óbudai temetőben nyugszik.

## Családja
Felesége Arató Emilné Grósz Ella (–1986).
Fia Arató Ottó (1910–1998) orvos. 1935-ben Szegeden fejezte be tanulmányait, majd a Budapesti Testnevelési és Sportegészségügyi Intézet igazgató-főorvosa lett. A második világháború alatt munkaszolgálatos orvosként 1943-ban kétszer is ellátta a beteg Radnótit. A Magyar Sportorvos Társaság főtitkárának is megválasztották.

## Díjai, elismerései
- Magyar Köztársasági Érdemérem arany fokozat (1947)[4]
- Szocialista Munkáért érdemérem (1955)
- Munka Vörös Zászló érdemrendje (1956)
- a Sportorvosi Társaság Dalmady Zoltán-emlékérme (1967)
- Munka Érdemrend ezüst fokozata (1968)
- Munka Érdemrend arany fokozata (1973)
- Szocialista Magyarországért érdemrend (1977)

## Emlékezete
Budapest III. kerületében 1984 óta tér viseli a nevét.
Alsóörsön emlékoszlopot helyeztek el a tiszteletére a 71-es út mellett. Felirata: „Dr. Arató Emil, az Antialkoholista Munkásszövetség hajdani elnöke születésének centenáriumán a Magyar Alkoholizmuselleni Klubmozgalom szellemét idézve állította az Országos AE Klub Bizottsága és Alsóörs Községi közös tanácsa, 1986”.